# Microflora

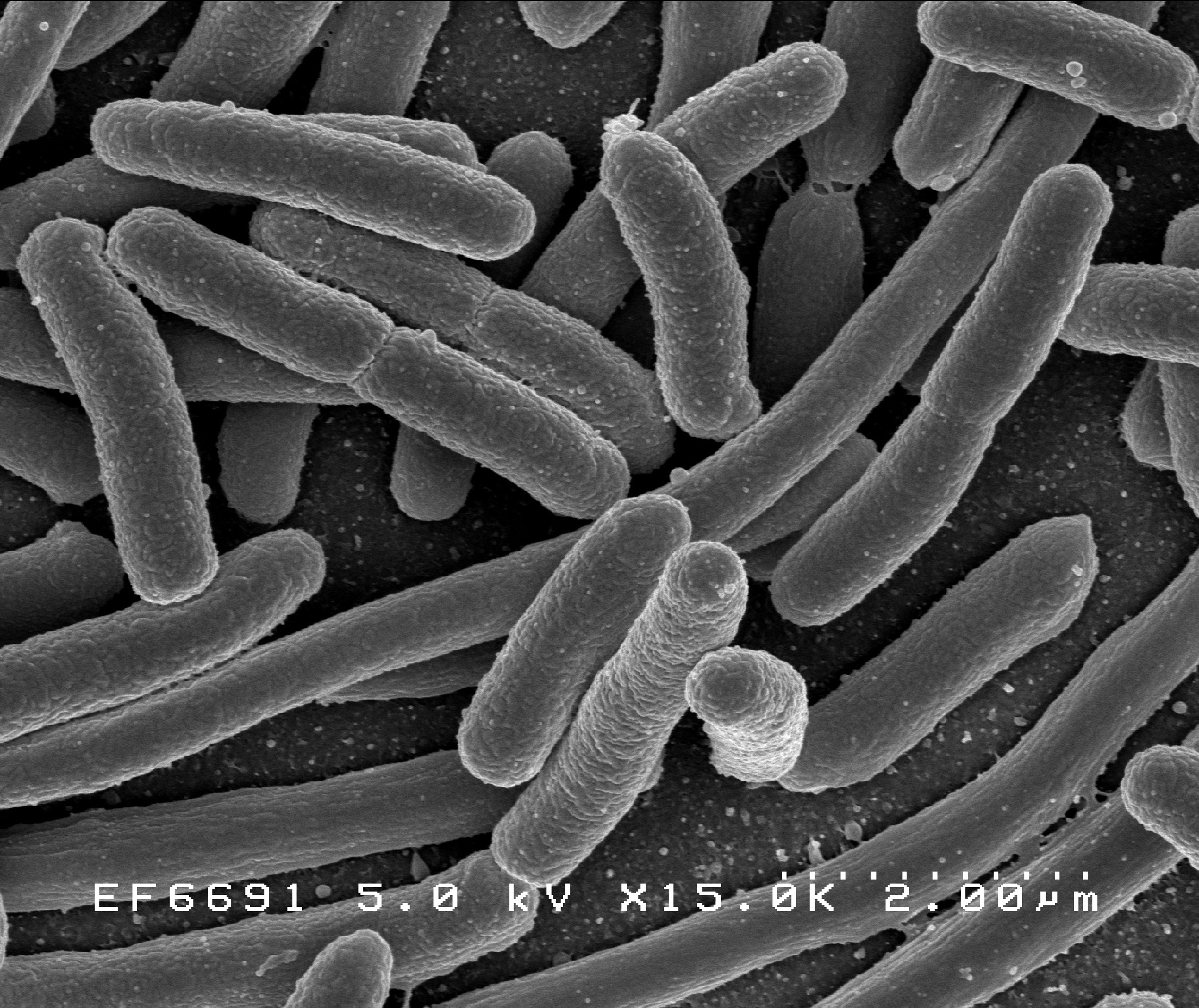
Escherichia coli, una espècie de la microflora intestinal

Microflora en microbiologia es refereix al col·lectiu de bacteris i altres microorganismes en un ecosistema (p.e. algunes parts del cos d'un animal hoste) 
Encara que el terme microflora sigui comú tècnicament és inadequat, ja que la flora pertany al regne de les plantes (Plantae). Alguns llibres de text utilitzen el terme microbiota. Els microorganismes amb característiques com les dels animals estan classificats com microfauna.
La microflora o microbiota és el conjunt de microrganismes que viuen en l'ambient específic anomenat microbioma, per exemple la flora intestinal o microbiota intestinal viuen en l'intestí. També existeix una microbiota del sòl i de l'oceà.
Es tracta d'una població de microorganismes ue viuen en un hoste. El genoma de la microbiota s'anomena metagenoma.
Un animal o vegetal dins la microbiota es coneix com a gnotobiòtic (gnotos, vol dir conegut) La ciència que els estudia és la gnotobiologia.
Les tècniques de la biologia moderna utilitzen l'enfocament de la metagenòmica per estudiar els microorganismes que componen la microbiota dins un ambient donat.